# グラウンドの空
『グラウンドの空』（ぐらうんどのそら）は、あさのあつこ作の小説、野球を題材としたスポーツ小説。青春小説。のちに続編として『グラウンドの詩』が出版される。

## あらすじ
ある日、兄に連れて行ってもらった甲子園球場で観た奇跡のような試合に魅せられ、すっかり野球のとりことなった瑞希。地元の中学校に進学し、野球部に入部するが、山間の過疎地では、地元の地域大会に出場するのが精一杯で、県大会や地方大会出場などはとても望めない。
そんな時、東京から一人の転校生がやってくる。
転入以来、学校にも登校しない少年・透哉の野球の才能に気付いた瑞希と親友の良治は、三年生の引退後、空席となったエースピッチャーの席に据えようと、透哉を口説き始めるが、彼の気持ちはなかなか動かない。

## 登場人物
山城 瑞希（やましろ みずき）
物語の主人公。八頭森東中学・1年生。ポジションは捕手。ぶっきらぼうで声が大きい。実家はサラリーマン家庭だが不況のあおりで、父の勤める会社は業績が良くない。
作楽 透哉（さくら とうや）
八頭森東中学・1年生。地元の庄屋・作楽家の孫。投手としての才能に恵まれているが、ある事情から野球を辞め、東京から母の実家がある八頭森へ身を寄せる。線の細い美少年。
田上 良治（たがみ りょうじ）
八頭森東中学・1年生。ポジションは一塁手。脚が早く、陸上部か野球部に入部するか悩んだものの、野球部を選択した。実家はとうふ屋を営んでいる。透哉の才能に最初に気付き、瑞希とともに 透哉を勧誘する。
鉦土 順介（かねど じゅんすけ）
八頭森東中学校・教諭。野球部の監督。大学まで野球を続けた経験者で、指導もわかりやすく熱心である。
作楽 美紗代 （さくら みさよ）
旧家・作楽家の当主。透哉の祖母。家柄を重んじた教育を子らに強いた結果、美沙代が育てた子らは都会に出たまま帰ってこず、孤独である。不登校の透哉を気にかけるあまり、問題ある事を承知の上で、瑞希や良治にお金を渡し、友人になる事を依頼する。

## 書籍情報
『グラウンドの空』、イラスト：佐々木こずえ、装丁：西村洋美
- 単行本：角川書店、2010年7月16日[1]、ISBN 978-4-04-874076-0
- 文庫本：角川文庫、2013年6月21日[2]、ISBN 978-4-04-100877-5